# Jihojemenský dinár
Jihojemenský dinár (arabsky: دينار; znak: £) byl oficiální měnou původně Jižní Arábie. Po měnovém sjednocení Jemenu dne 1. července 1990 se rozšířil i do Jižního Jemenu a do Jemenské republiky a byl jednou ze dvou platných jemenských měn až do 11. června 1996. Každý dinár se dal rozdělit na 1000 filů, podobně jako koruna na 100 haléřů.

## Dějiny
Dinár, přesněji jihoarabský dinár, byl představen v roce 1965. Nahradil tehdejší východoafrický šilink, přičemž s kurzem 1 dinár = 20 šilinků odpovídala jeho hodnota jedné libře šterlinků. I proto má stejný měnový symbol jako libra, a sice symbol latinského písmene £.
Na "jihojemenský" dinár byla tato měna přejmenována v roce 1967; poté, co se Federace Jižní Arábie a Protektorát Jižní Arábie sjednotily a daly tak vzniknout nezávislému Jižnímu Jemenu.
Po sjednocení Jižního Jemenu se Severním Jemenem v roce 1990 byl jihojemenský dinár nahrazen jemenským riálem. Směnný kurz během tohoto období byl 1 £ = 26 YER. Ovšem dinárové bankovky zůstaly zákonným platidlem během přechodného období, dalo se jimi platit až do roku 1996.

## Bankovky

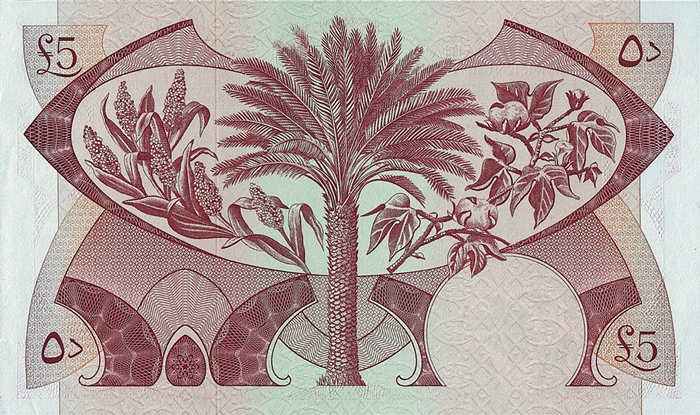
Papírový pětidinár

1. dubna 1965 zavedl jihoarabský měnový úřad bankovky v nominálních hodnotách 250 filů, 500 filů, 1 dinár a 5 dinárů. O dva roky později přibyla ještě bankovka v hodnotě 10 dinárů. 
Jemenská banka také roku 1984 zavedla bankovky pro 1 dinár, 5 dinárů, 10 dinárů a pro 500 filů. Ty byly velice podobné bankovkám vydávaným dříve v Jižní Arábii s tím rozdílem, že z jejich přední strany zmizel anglický text a název emitenta, který byl původně na líci, se přesunul na rub.

## Mince

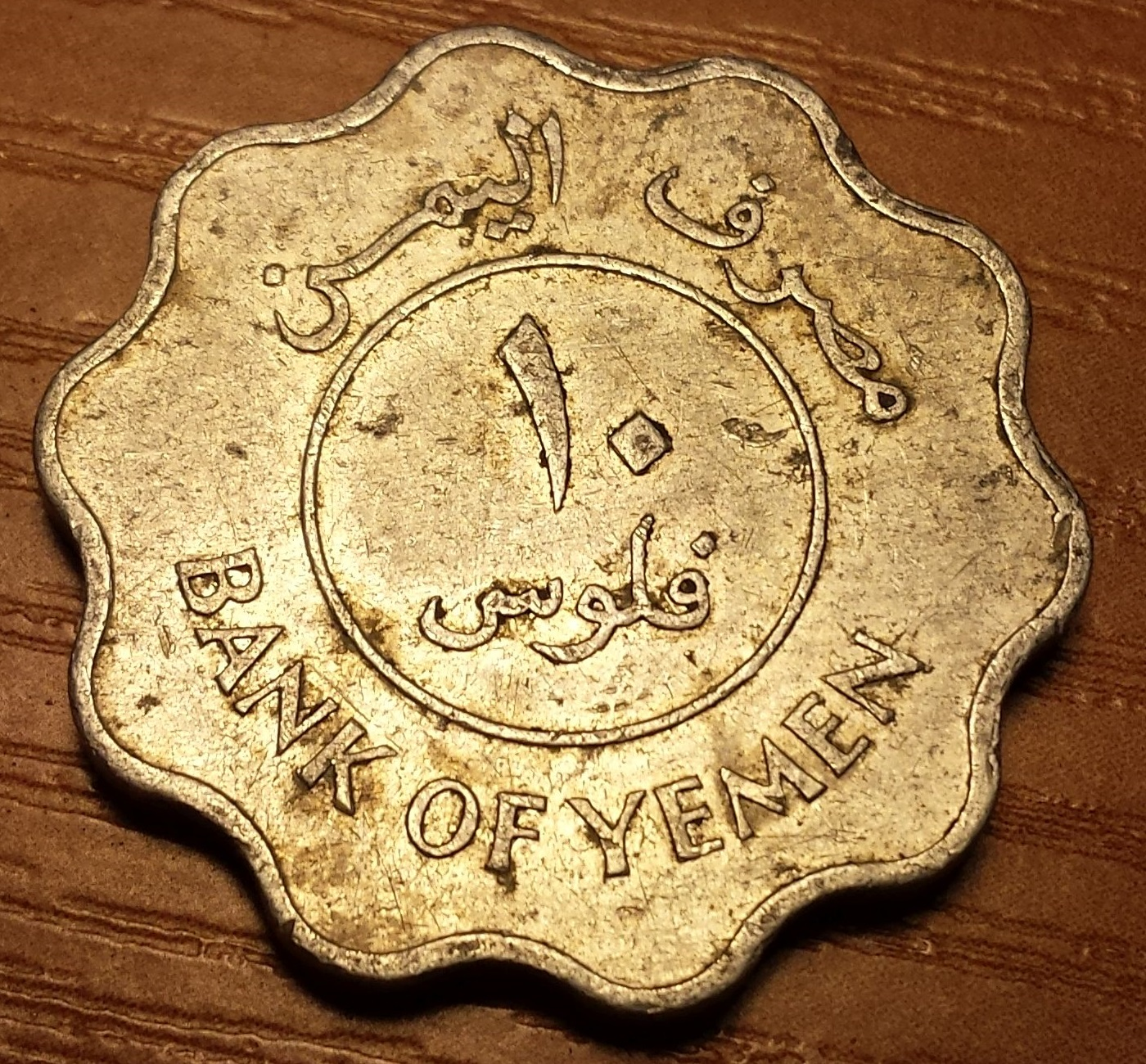
Kovový desetifil

V roce 1965 byly zavedeny dinárové mince pro Federaci Jižní Arábie i Protektorát Jižní Arábie. Razily se v nominálních hodnotách 1, 5, 25 a 50 filů: 1 fil byl z hliníku, 5 filů z bronzu a dvě vyšší nominální hodnoty z měďnatého niklu. Postupem času se zaváděly i další nominální hodnoty mincí: v roce 1973 zavedeny hliníkové 2,5 fily, hliníkové vroubkované 10 fily a následně i osmiúhelníkové 100 fily a 250 fily.